# Moravský Svätý Ján
Moravský Svätý Ján (Hongaars: Morvaszentjános) is een Slowaakse gemeente in de regio Trnava, en maakt deel uit van het district Senica.
Moravský Svätý Ján telt 2.156 inwoners.